# Neptis pallantia
Neptis pallantia är en fjärilsart som beskrevs av Hans Fruhstorfer 1913. Neptis pallantia ingår i släktet Neptis och familjen praktfjärilar. Inga underarter finns listade i Catalogue of Life.